# Smal ekpraktbagge
Smal ekpraktbagge (Agrilus sulcicollis) är en skalbaggsart som beskrevs av Lacordaire 1835. Smal ekpraktbagge ingår i släktet Agrilus och familjen praktbaggar. Enligt den finländska rödlistan är arten nära hotad i Finland. Arten är reproducerande i Sverige. Artens livsmiljö är naturlundskogar. Inga underarter finns listade i Catalogue of Life.